# Теофании
Теофании (ед. ч. теофания, греч. θεοφάνια «богоявление») — у древних греков дельфийский праздник богоявления, то есть явления Аполлона. 
Этот день считался днём рождения Аполлона и в древние времена был единственным в году днём, когда открывался оракул для желающих вопросить бога. Праздник теофании символизировал возвращение или возрождение бога света и наступление весны. Церемонии дня состояли в процессии с лавровыми ветвями, в принесении жертв и молитв и в пиршестве, при котором совершались возлияния. Геродот упоминает об огромной серебряной чаше в Дельфах, вместимостью в 600 амфор, которая в праздник богоявления наполнялась вином.
Первые упоминания о праздновании Теофании христианами относятся ко II веку н. э. В гностических общинах богоявление праздновалось одновременно с Рождеством Христовым. Одновременное празднование Теофании и Рождества продолжалось до IV — начала V веков н.э.